# Azurara (Vila do Conde)
Azurara és una freguesia portuguesa del municipi de Vila do Conde, amb 2,16 km² d'àrea (2013), 2.305 habitants (2011) i una densitat de població de 1.067,1 hab/km².
Fou vila i seu del municipi fins a la primeria del segle xix. Només incloïa la freguesia de la seu i tenia, al 1801, 619 habitants. Azurara rebé fur del comte D. Henrique (confirmat per D. Afonso) al 1102. Era un important port marítim i la producció de vaixells a les drassanes contribuí als descobriments portuguesos. Malgrat ser un lloc estratègic no va tenir fur manuelí. Però el pas de D. Manuel per aquestes terres, camí de Santiago de Compostel·la, donà impuls a la construcció de l'església de Santa Maria d'Azurara; a l'atri n'és la creu de terme d'Azurara.

## Població
| Població de la freguesia d'Azurara | Població de la freguesia d'Azurara | Població de la freguesia d'Azurara | Població de la freguesia d'Azurara | Població de la freguesia d'Azurara | Població de la freguesia d'Azurara | Població de la freguesia d'Azurara | Població de la freguesia d'Azurara | Població de la freguesia d'Azurara | Població de la freguesia d'Azurara | Població de la freguesia d'Azurara | Població de la freguesia d'Azurara | Població de la freguesia d'Azurara | Població de la freguesia d'Azurara | Població de la freguesia d'Azurara |
| ---------------------------------- | ---------------------------------- | ---------------------------------- | ---------------------------------- | ---------------------------------- | ---------------------------------- | ---------------------------------- | ---------------------------------- | ---------------------------------- | ---------------------------------- | ---------------------------------- | ---------------------------------- | ---------------------------------- | ---------------------------------- | ---------------------------------- |
| 1864                               | 1878                               | 1890                               | 1900                               | 1911                               | 1920                               | 1930                               | 1940                               | 1950                               | 1960                               | 1970                               | 1981                               | 1991                               | 2001                               | 2011                               |
| 992                                | 1 093                              | 1 035                              | 947                                | 999                                | 1 002                              | 1 012                              | 1 182                              | 1 261                              | 1 326                              | 1 309                              | 1 536                              | 1 794                              | 2 102                              | 2 305                              |

Mitjana del país al cens del 2001: 0/14 anys-el 16,0%; 15/24 anys-el 14,3%; 25/64 anys-el 53,4%; 65 i més anys-el 16,4%
Mitjana del país al cens del 2011: 0/14 anys-el 14,9%; 15/24 anys-el 10,9%; 25/64 anys-el 55,2%; 65 i més anys-el 19,0%

## Patrimoni

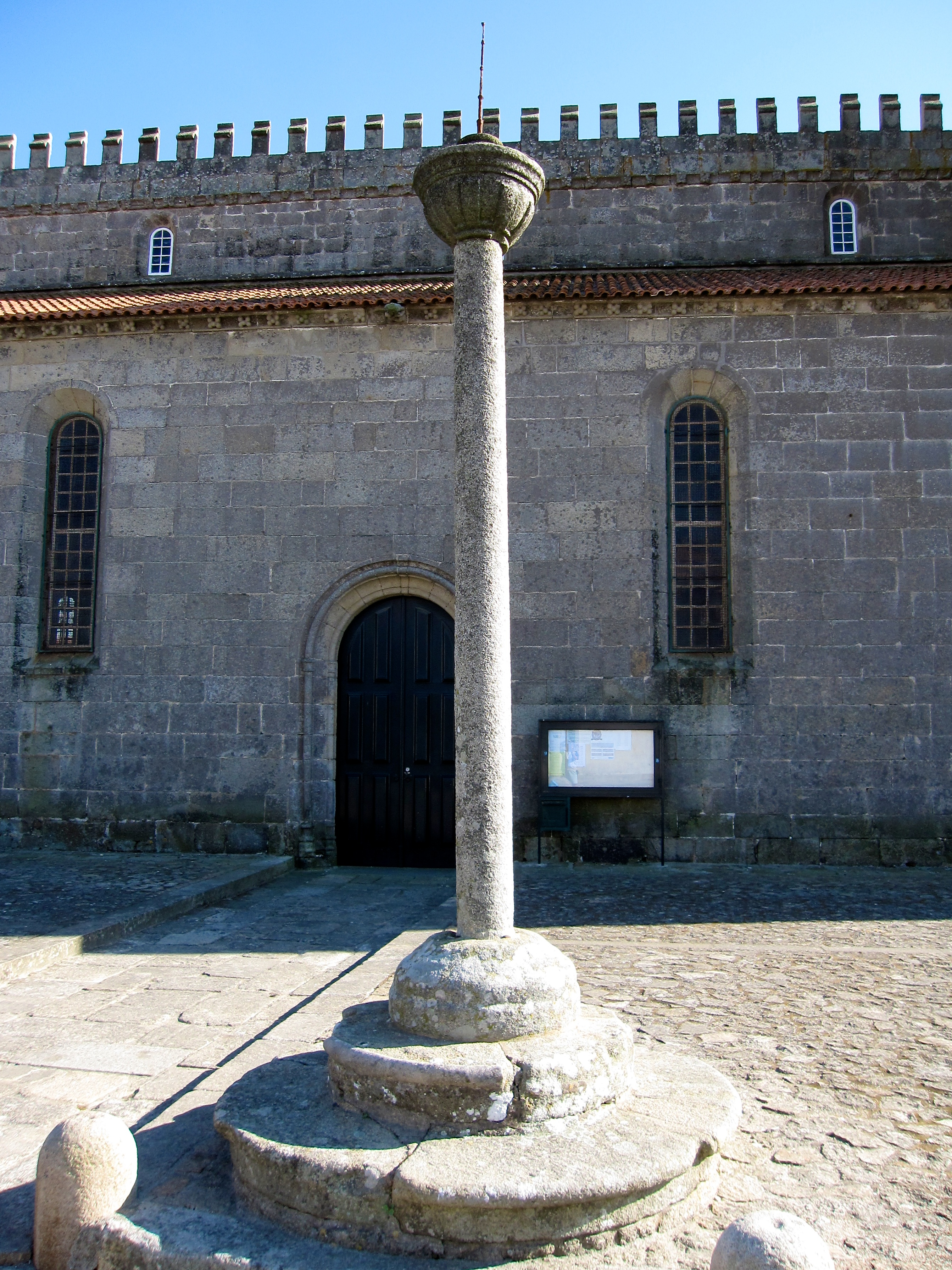
Creu de terme d'Azurara

- Església de Santa Maria d'Azurara
- Església de la Misericòrdia d'Azurara
- Església de Sâo Francisco de Azurara o Convent de Nossa Senhora dos Anjos
- Creu de terme d'Azurara
- Molí d'aigua del s. XVI al riu Ave
- Casa de la Plaça
- Drassanes
- Part antiga de Vila do Conde i Azurara o nucli urbà de la ciutat de Vila do Conde

### Uns altres
Segons el SIPA –Sistema d'Informació del Patrimoni Arquitectònic, formen part del patrimoni d'aquesta freguesia també:
- Antic Hospital Sâo João Evangelista / Edifici MADI
- Creu de terme de l'ermita de Santa Ana
- Ermita de Santa Ana
- Ermita de Sâo Sebastião / Capella de Sâo Sebastião
- Far d'Azurara
- Farolet d'Azurara